# Porta dei Pispini

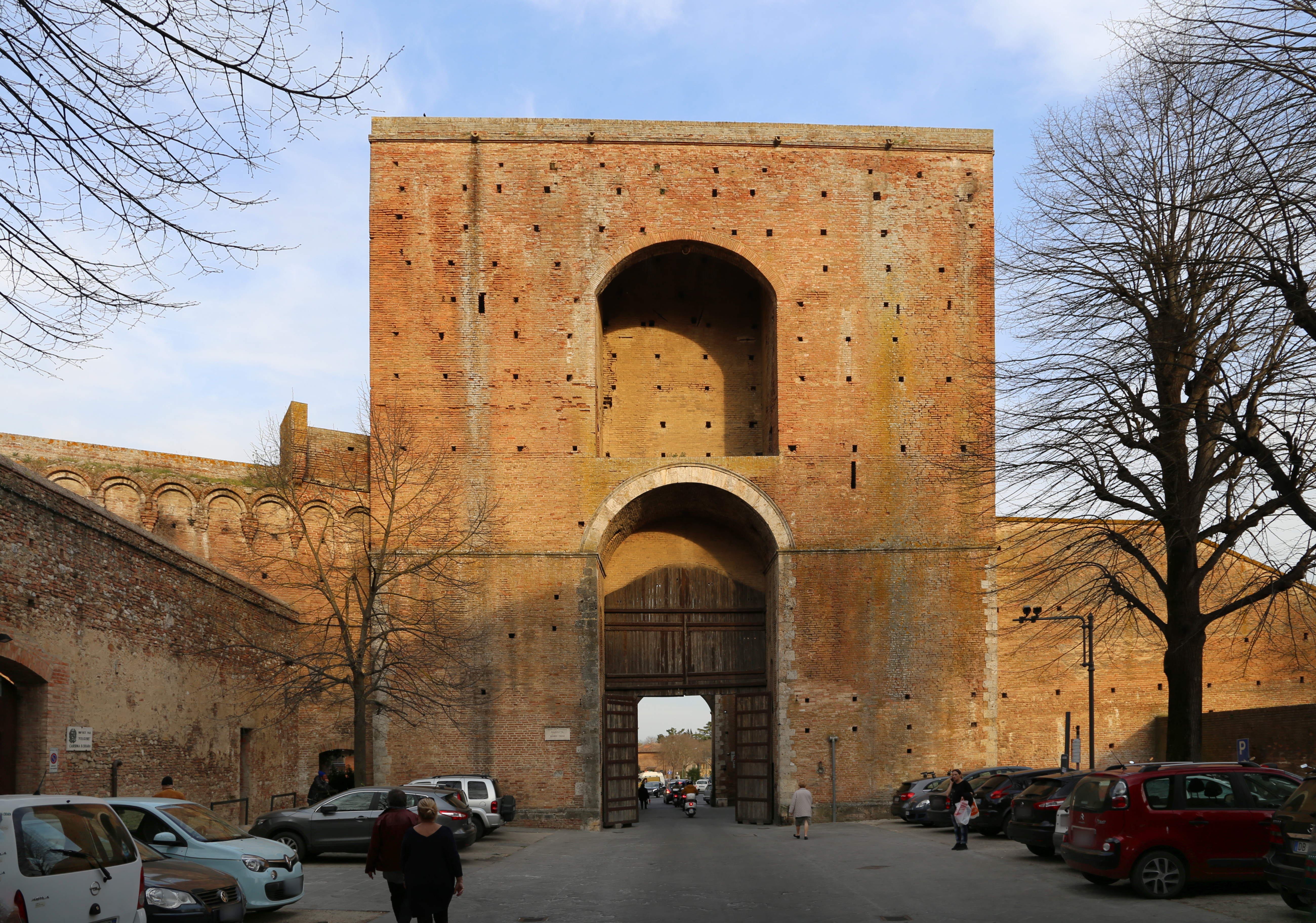
Lato interno

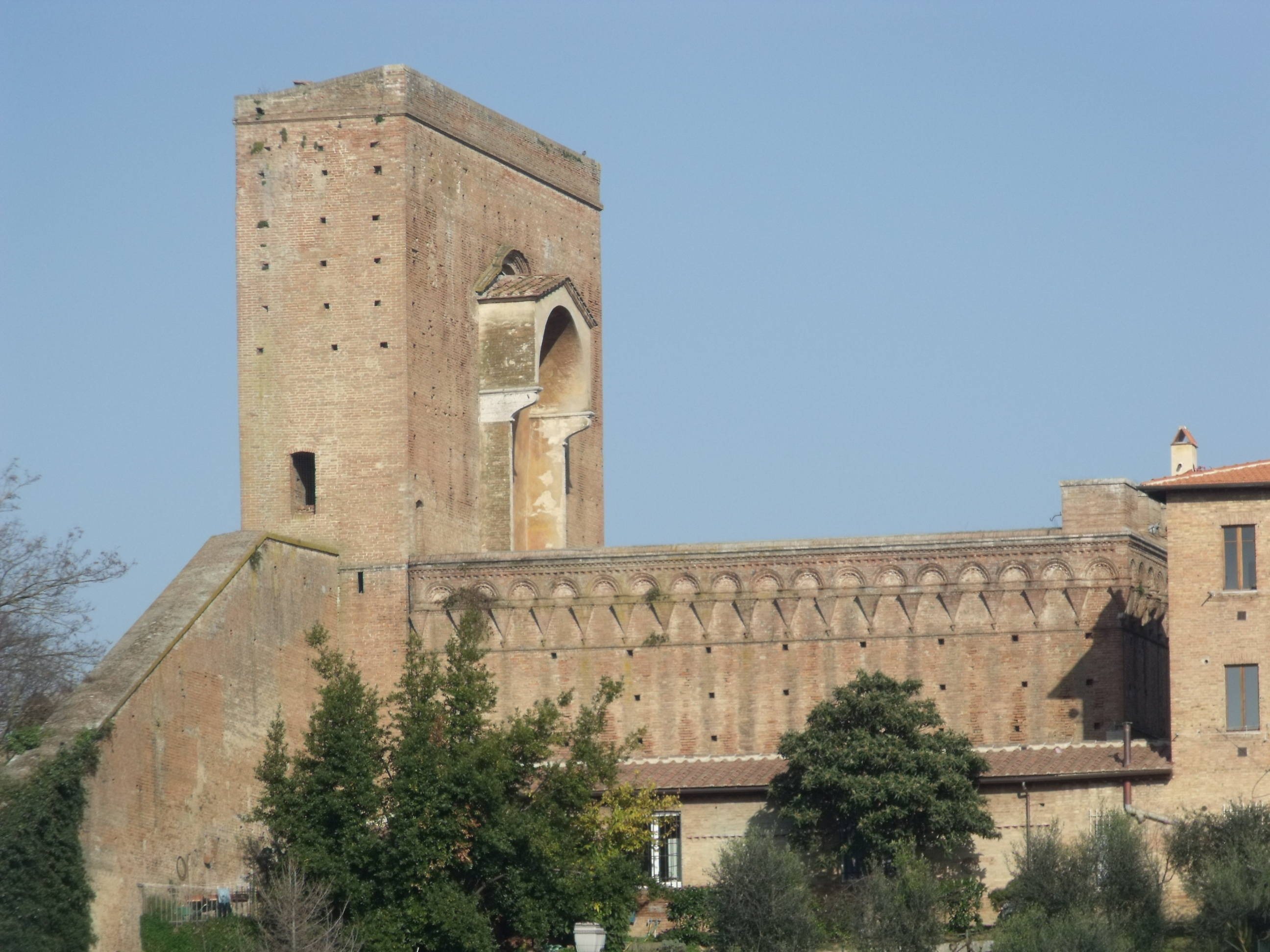
Vista da sud

La Porta dei Pìspini è una delle più antiche porte cittadine della città di Siena.
Insieme a Porta Romana, molto simile nello schema compositivo, la Porta dei Pispini fa parte dell'ultima cerchia muraria della città di Siena, eretta a partire dal 1326 su progetto attribuito a Minuccio di Rinaldo.

## Storia e descrizione
La porta era originariamente chiamata Porta San Viene, perché secondo la tradizione da qui "vennero" riportate in città, nel 1107, le spoglie di sant'Ansano martirizzato a Montaperti.
La struttura si presenta dotata di un antemurale con funzione di difesa, aperta da un unico fornice e coronata da una possente merlatura sorretta da archetti pensili.
Nella facciata interna era presente il grande affresco della Natività dipinto da Sodoma nel 1530-1531,  progressivamente deteriorato dal tempo; alcuni resti sono stati collocati all'interno della basilica di San Francesco.

### Il fortino
Sulla sinistra della porta, inglobato dalla cerchia muraria, si trova un fortino militare, opera di Baldassarre Peruzzi, che costituisce una delle testimonianze meglio conservate dell'intervento di miglioramento e potenziamento delle difese effettuato dall'architetto tra il 1527 e il 1532.
Il fortino in mattoni presenta una pianta cruciforme, articolata su tre ambienti sovrapposti semicircolari. È un esempio significativo di architettura militare cinquecentesca, e si rifà alla tipologia dei baluardi quattrocenteschi e, specialmente, a quelli progettati da Francesco di Giorgio Martini per la difesa di Urbino, in cui per la prima volta i piccoli forti (fino ad allora considerati solamente come costruzioni isolate) sono concepiti per essere inseriti in una cerchia muraria preesistente.

### La frana del 2006
Il 1º novembre 2006 la zona fuori Porta Pispini è stata interessata da una frana.